# Лютник, Говард
Говард Уильям Лютник (англ. Howard William Lutnick; род. 14 июля 1961) — американский бизнесмен, бывший председатель и генеральный директор Cantor Fitzgerald и BGC Group. Министр торговли США с 19 февраля 2025 года.
Потеряв 658 сотрудников, включая своего брата, в результате террористических актов 11 сентября, Лютник пережил обрушение башен-близнецов и с тех пор стал известен своими благотворительными усилиями через фонд Cantor Fitzgerald Relief Fund, который помогает семьям жертв атак и стихийных бедствий.
Он был сборщиком средств для президентских кампаний Дональда Трампа 2020 и 2024 годов, а также активным сторонником предложения Трампа о введении широких тарифов. В ноябре 2024 года избранный президент Трамп объявил, что намерен выдвинуть Лютника на пост министра торговли.
Лютник является ярым сторонником криптовалют, таких как Tether.

## Биография

### Ранняя жизнь
Говард Лютник родился 14 июля 1961 года в Джерико, штат Нью-Йорк, на Лонг-Айленде и является сыном Соломона Лютника, профессора истории в колледже Квинс, и Джейн Лютник, художницы и скульптора. Лютник был средним ребёнком в семье, со старшей сестрой Эди и младшим братом Гэри.
Лютник был старшеклассником, когда его мать умерла от лимфомы в 1978 году. В следующем году Лютник поступил в колледж Хаверфорд в Хаверфорде, штат Пенсильвания. Во время его первой недели в школе отец Лютника умер после того, как медсестра, лечившая его от рака толстой кишки и легких, случайно дала ему в 100 раз большую дозу химиотерапевтических препаратов, чем он должен был получить. Ставшие сиротами Лютник и его двое братьев и сестёр «чувствовали себя брошенными родственниками», вместо этого полагаясь на собственную поддержку. Лютник, которому тогда было 18 лет, был вынужден нанять адвоката, чтобы урегулировать долг, оставленный его отцом.
Президент и декан Хаверфорда позвонил Лютнику через неделю после смерти его отца и предложил ему полную стипендию на обучение. Лютник окончил колледж, получив степень по экономике в 1983 году.

### Карьера
Лютник присоединился к Cantor Fitzgerald в 1983 году, в том же году, когда он окончил колледж. С самого начала Лютник установил теплые отношения с основателем фирмы Бернардом Кантором, который стал его личным наставником. В 1991 году Лютник был назначен президентом и генеральным директором компании, а в 1996 году он стал председателем.
Лютник с самого начала придавал большое значение технологиям и в 1999 году принял решение вывести eSpeed, дочернюю компанию Cantor Fitzgerald по электронной торговле, на биржу. Эта электронная торговая система не требовала брокеров и во многом стала причиной того, что Cantor Fitzgerald смогла остаться на плаву, когда 70 % брокеров в их нью-йоркском офисе, все, кто был в офисе тем утром, погибли в результате атак 11 сентября.

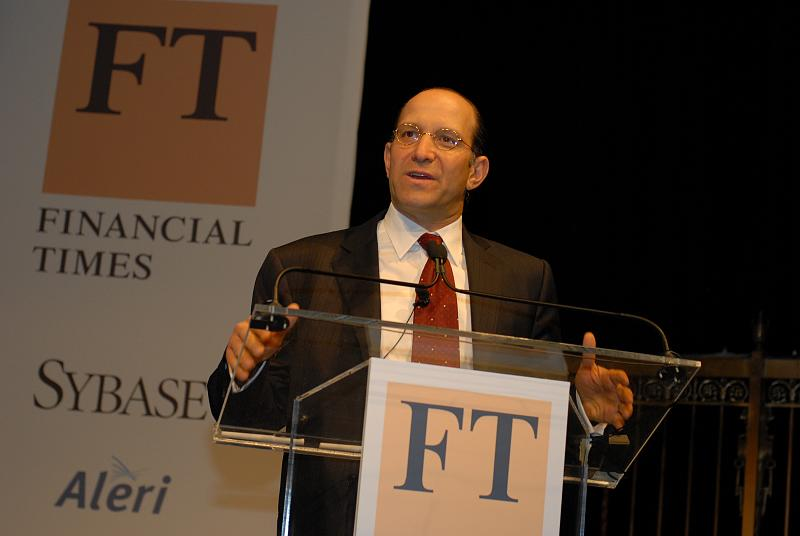
Лютник выступает на конференции Financial Times — Electric Money Conference в Cipriani Wall Street, Нью-Йорк (2007)

В 2004 году Лютник и тогдашний глава лондонского офиса Ли М. Амайтис решили разделить Cantor Fitzgerald на две отдельные операции. Cantor продолжала бы обрабатывать крупные сделки через торговые отделы акций и облигаций, в то время как недавно созданная BGC Partners предлагала бы брокерскую торговлю. Этот шаг позволил двум организациям расти независимо друг от друга, но потребовал от Cantor занять 400 миллионов долларов в виде кредитов и впервые в качестве компании влезть в долги, чтобы должным образом профинансировать первоначальный рост BGC. В 2008 году Лютник курировал слияние BGC Partners и eSpeed, сделку стоимостью 1,3 миллиарда долларов.
Лютник вывел видеоплатформу Rumble на биржу через сделку SPAC.
В 2024 году Лютник через свою фирму BGC Group начал усилия по запуску фьючерсной биржи FMX Futures Exchange. Предприятие привлекло таких инвесторов, как Morgan Stanley, Tower Research Capital и Wells Fargo.

#### Террористические акты 11 сентября 2001 года и последствия

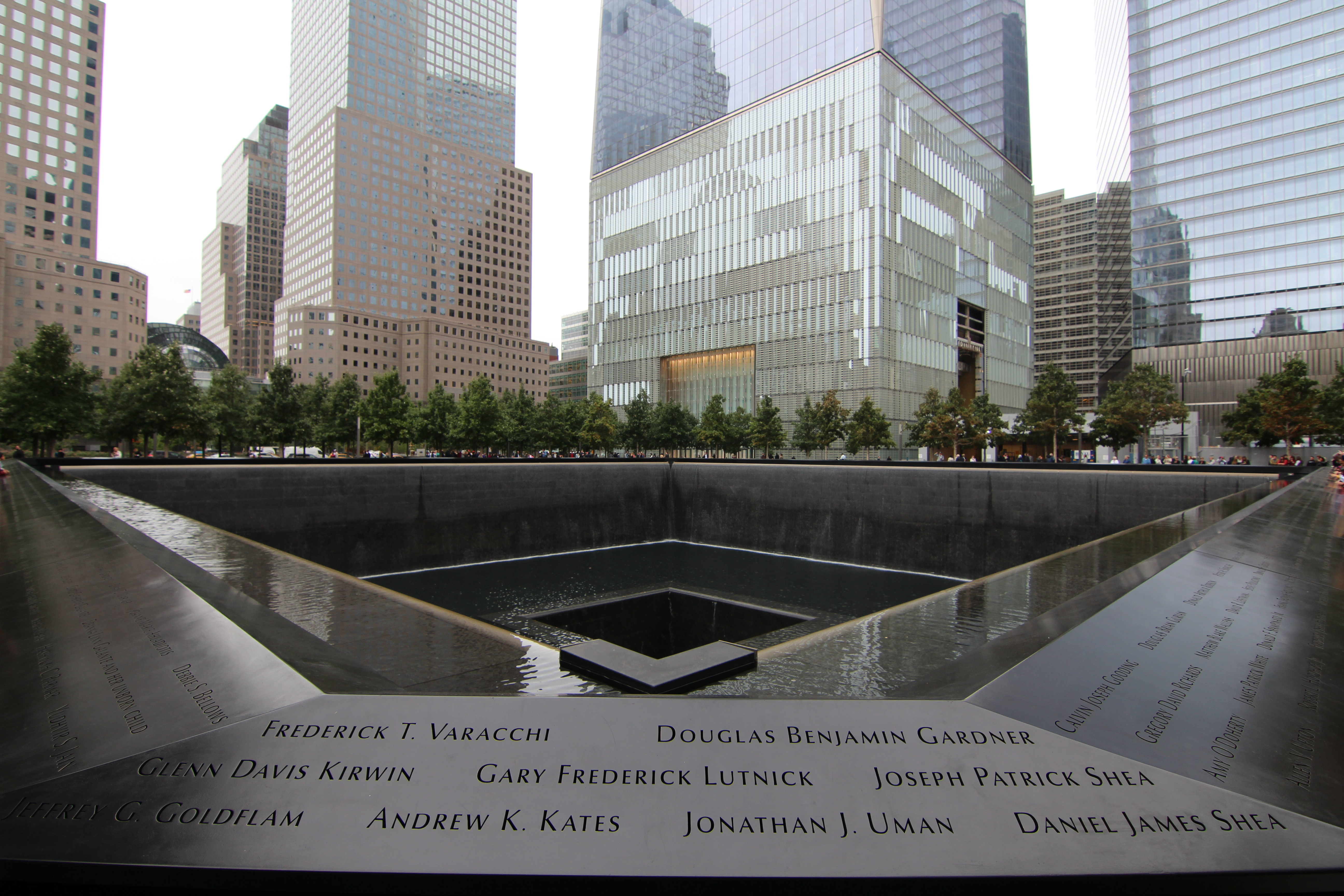
Панель N-38 с именем Гэри Лютника, младшего брата Говарда Лютника, на Северном бассейне Национального мемориала и музея 11 сентября

Во время террористических атак 11 сентября офисы Cantor Fitzgerald занимали 101—105 этажи Северной башни Всемирного торгового центра, как раз над тем местом, где в здание врезался угнанный самолёт. Никто из сотрудников, находившихся в офисе Cantor тем утром, не выжил после террористических атак. Всего в тот день погибло 658 из 960 сотрудников Cantor, включая брата Лютника, Гэри Лютника. Сам Лютник тоже должен был быть в офисе тем утром, но 11 сентября он отвозил своего сына Кайла в первый день в детский сад. Он попытался добраться до окрестностей башен, надеясь найти кого-нибудь из сотрудников Cantor, кто выжил, но безуспешно. Он пережил обрушение Южной башни, укрывшись под машиной неподалеку.
Вскоре после атак Лютник несколько раз появлялся на публике и быстро стал одной из самых знаковых фигур 11 сентября. Поскольку Cantor Fitzgerald потеряла две трети своих сотрудников, компания оказалась в уязвимом положении, и многие наблюдатели ожидали её закрытия. Через четыре дня после атак, 15 сентября, Лютник объявил на фоне многочисленных споров, что он прекратит выплату зарплат почти 700 сотрудникам, которые пропали без вести или погибли.
В телевизионном интервью Ларри Кингу из CNN 19 сентября Лютник затронул эту проблему, сказав: «Я потерял всех в компании… У меня нет денег, чтобы платить им зарплату». В том же интервью Лютник продолжил говорить, что, хотя выплаты зарплат были остановлены, семьи сотрудников Cantor, погибших в результате атаки, получат 25 % доли будущих прибылей Cantor в течение пяти лет, а также медицинскую страховку в течение следующих десяти лет. В совокупности этот пакет составил более 100 000 долларов для каждой семьи.
В 2006 году фирма пожертвовала 180 миллионов долларов родственникам своих сотрудников, пострадавших от атаки 11 сентября.
19 ноября 2024 года избранный президент Трамп объявил, что выдвинет Лютника на пост министра торговли.

## Благотворительность

### Фонд помощи Cantor Fitzgerald
Всего через несколько дней после атак 11 сентября Лютник основал Фонд помощи Cantor Fitzgerald как некоммерческую организацию для помощи семьям сотрудников Cantor, погибших в результате атак 11 сентября. Фонд был основан с пожертвования в размере 1 миллиона долларов от самого Лютника и оказал помощь семьям жертв 11 сентября из 14 различных компаний, а также Cantor. Сестра Лютника Эди Лютник, бывший юрист по трудовому праву, согласилась присоединиться к благотворительной организации в качестве исполнительного директора и соучредителя. На сегодняшний день фонд выделил около 180 миллионов долларов семьям сотрудников Cantor и около 280 миллионов долларов в целом, поскольку фонд расширил сферу своих усилий по оказанию помощи жертвам стихийных бедствий и других трудностей.

### Всемирный день благотворительности
Каждый год 11 сентября (или в ближайший к 11 сентября рабочий день, если этот день приходится на выходные) Cantor Fitzgerald и её филиал BGC Partners проводят мероприятие Всемирного дня благотворительности и передают 100 процентов выручки дня на благотворительность. С 2005 года мероприятия Всемирного дня благотворительности собрали около 113 миллионов долларов. Знаменитости, звезды спорта и другие известные личности принимают участие в мероприятии на торговых площадках Cantor и BGC, общаясь с клиентами в течение дня. Участниками предыдущих мероприятий были президент Джордж Буш-младший, президент Билл Клинтон, Руди Джулиани, Леди Гага, Венера Уильямс, Эли Мэннинг, Сьюзан Сарандон и принц Гарри, который является рекордсменом по самой крупной единовременной сделке Всемирного дня благотворительности.

### Колледж Хаверфорд
В 2012 году Лютник был назначен в Совет управляющих колледжа Хаверфорд после шестилетнего срока в качестве вице-председателя. Лютник выделил пять студенческих стипендий в Хаверфорде и финансировал или руководил усилиями по финансированию нескольких учреждений кампуса:
- Художественная галерея Кантора Фицджеральда
- Интегрированный спортивный центр Дугласа Б. Гарднера '83[30]
- Теннисный и легкоатлетический центр Гэри Лютника[31]
- Библиотека Лютника[32]

Он пожертвовал 65 миллионов долларов.

### Помощь от урагана «Сэнди»
Когда в октябре 2012 года ураган «Сэнди» обрушился на Нью-Йорк и Нью-Джерси, Лютник пообещал выделить 10 миллионов долларов на помощь семьям, которые серьёзно пострадали от шторма. Кантор Фицджеральд «усыновил» 19 школ в наиболее пострадавших общинах и раздал дебетовые карты на 1000 долларов почти 10 000 семей в районах Бруклина, Квинса, Лонг-Айленда, Статен-Айленда и Нью-Джерси. Сенатор Чарльз Шумер и другие общественные деятели появились с Лютником в нескольких школах. Лютник при содействии своей жены Эллисон, сестры Эди и команды волонтеров и сотрудников лично раздал дебетовые карты родителям, начиная с Государственной школы 256 в Фар-Рокавее.

### Помощь пострадавшим от торнадо в Оклахоме
После того, как торнадо Мур в 2013 году унес жизни десятков людей и нанес ущерб на сумму около 2 миллиардов долларов, Лютник появился в программе Piers Morgan Live на CNN и пообещал, что его компании и Фонд помощи Кантору пожертвуют 2 миллиона долларов жертвам катастрофы.

### Израильские дела
Лютник провел гала-вечер United Hatzalah в июне 2024 года в Cipriani Downtown. На гала-вечере было собрано более 10 миллионов долларов.

### Сбор средств для Дональда Трампа
17 мая 2019 года Лютник провел сбор средств для Дональда Трампа у себя дома на Манхэттене, собрав около 5 миллионов долларов, по словам помощника президента.
2 августа 2024 года Лютник провел сбор средств для Трампа и его сторонников в кондиционируемой палатке у себя дома в Бриджхэмптоне, штат Нью-Йорк

## Награды и рейтинги
- 4 место среди самых важных людей в сфере финансирования коммерческой недвижимости по версии Commercial Observer (2013)[40]
- Гуманитарная премия Фонда FDNY (2013)[41]
- 5 место среди «Power 50 Real Estate» по версии NJBIZ (2012)[42]
- Почетный гость Всемирного фонда сирот (2012)[43]
- 18 место в рейтинге «Annual Power 100» по версии Commercial Observer (2012)[44]
- Премия за лидерство от New York Junior Tennis & Learning (NYJTL) (2011)[45]
- Получил награду Министерства ВМС за выдающиеся заслуги перед обществом, высшую награду ВМС для невоенного персонала[46]
- Почетный гость Фонда внутренней безопасности Федерального правоохранительного органа[47]
- Почетный гость Manhattan Youth Baseball[48]
- Почетный гость Starlight Children’s Foundation[49]
- Выступающий на церемонии вручения дипломов в Университете Вандербильта Университет[50]

## Членство в совете директоров
- Фонд исследований болезни Альцгеймера Центра Фишера, заместитель председателя[51]
- Школа Хораса Манна, Совет попечителей[52]
- Национальный мемориал и музей 11 сентября, Совет директоров[53]
- Колледж Хаверфорд, Сопредседатель Совета управляющих[54]
- Музей моря, воздуха и космоса «Интрепид», заместитель председателя Совета попечителей[55]
- Попечитель Фонда музея Соломона Гуггенхайма[56]
- Совет директоров Партнерства для Нью-Йорка[57]

## Личная жизнь
10 декабря 1994 года Лютник женился на Эллисон Ламберт, юристе в юридической фирме Wilson, Elser, Moskowitz, Edelman & Dicker. У них четверо детей, включая сыновей Брэндона и Кайла, чьи первые дни в подготовительной школе и детском саду соответственно пришлись на 11 сентября 2001 года. Лютник отвозил сына в детский сад, из-за чего опоздал на работу, что спасло ему жизнь.